# Wassen (rivieren)
Wassen van het water wordt gezegd van rivieren, waarvan het waterpeil plots begint te stijgen.
Dit kan verschillende oorzaken hebben:
- getijde
- regenval
- smelten van sneeuw